# أغبال (المغرب)
أغبال هي جماعة قروية مغربية تقع ضمن إقليم بركان، بجهة الشرق، وحسب إحصاء 2014 فإن عدد سكانها يبلغ 14.908 نسمة. الكلمة الامازيغية "اغبال (ⴰⵖⴱⴰⵍ)" تعني "عين" في اللغة العربية.